# Розенблюм, Дмитрий Самойлович
Дмитрий Самойлович Розенблюм (19 апреля 1873 — 3 марта 1939) —  юрист, эсер, член Всероссийского учредительного собрания.

## Биография
По социальному происхождению из мещан. В 1910 году выпускник юридического факультета Московского императорского университета. Служил присяжным поверенным. С 1893 года член группы социал-демократической направленности, с 1902 — эсер. В конце сентября 1902 года на совещании эсеров в Киеве было предложено заменить «оседлый ЦК» «подвижным», составленным из профессиональных революционеров, названных в этом решении «районными представителями». В их число входили Г. А. Гершуни, Д. С. Розенблюм, Н. И. Ракитников, М. Ф. Селюк, Е. Ф. Азеф, П. П. Крафт и М. М. Мельников. Осенью 1902 — весной 1903 года ЦК социалистов-революционеров был почти полностью арестован.
Розенблюм был выслан в Олонецкую губернию. В 1905 один из организаторов Союза издателей социалистов-революционеров. На I съезде партии в 1905—1906 годах вместе с Н. П. Огановским, Я. Л. Юделевским отстаивал народовольческую программу, противостоя Н. И. Ракитникову, Г. Д. Заксу и H. A. Полянскому, настаивавшим на экономическом обосновании программы в рамках марксистских представлений.
В 1917 году сотрудник «Дела народа». Делегат I Всероссийского съезда Советов рабочих и солдатских депутатов. Член Предпарламента. На III съезде ПСР вновь избран в ЦК. 12 октября 1917 г. на Совете республики на обсуждении вопроса об обороне от кадетов выступил М. С. Аджемов, который считал, что для изменения положения в армии необходима сильная власть, причём именно Временного правительства, и она станет такой только тогда, «когда не будет подлаживаться под какую-либо группу или партию и будет решительно бороться, а не только разговаривать с анархическим движением». Это выступление раскритиковал Д. С. Розенблюм, зачитавший декларацию фракции эсеров о том, что «защита и оборона страны есть священная обязанность всех граждан».
На IV съезде партии социалистов-революционеров, как делегат участвовал в дискуссиях. В ответ на реплику тверского делегата М. Г. Большакова:

Если бы в первые дни большевистского переворота, то есть начиная с 25-го, партия применила бы террор, она стерла бы с лица земли этих авантюристов и мошенников.
Розенблюм возражал:

Но если большевистское движение есть народное движение, то понятно, мы не могли бы следовать совету товарища Большакова и говорить о терроре.
Близкую позицию он высказывал и после октября. В своей статье «Противоречия русской революции» он возражал против определения большевицкого выступления как «заговора», «авантюры», по его мнению в основе октябрьского переворота «лежал народный протест против затянувшейся войны, …оно было конвульсией народно-хозяйственного организма, не могущего далее выдержать высасывание из него войною всех жизненных соков»
Избран гласным Московской городской думы. В своём выступлении 12 сентября как представитель фракции эсеров указал что идея созыва Демократического совещания связана с кризисом власти, вызванным заговором Корнилова. По словам Розенблюма фракция эсеров желала бы, сохранив коалицию, опираться на программу-платформу, провозглашённую Н. С. Чхеидзе на Московском Государственном совещании от имени демократических организаций.
В конце 1917 года был избран как обязательный член от партии социалистов-революционеров во Всероссийское учредительное собрание в Екатеринославском избирательном округе по списку № 3 (избирательный блок «Земля и воля» (эсеры и Совет крестьянских депутатов). Участвовал в заседании Учредительного собрания 5 января 1918 года. Член бюро фракции партии эсеров.
В 1918 году принял участие в издании в Москве серии сборников «Народовластие», направленных против большевиков.
16 сентября 1918 года вступил в Комитет Учредительного собрания. Участвовал в работе съезда Учредительного собрания в Екатеринбурге в ноябре 1918 года. На съезде были представлены два плана работы «левый» Святицкого и «правый» Розенблюма, стоявшего на позициях, выработанных Уфимским Совещанием. По мнению Святицкого «правое крыло Съезда <в лице Розенблюма> робко и нерешительно встает… на новый путь… отрицания У. С.». Съездом был принят левый план, подразумевающий разрыв с Директорией.

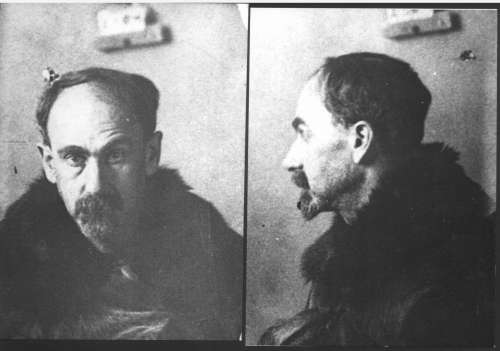
Тюремная фотография, 1922? г.

В 1919 году отошел от партийной работы. Был привлечён к процессу над правыми эсерами 1922, но при этом оставался на свободе как еще 16 обвиняемых. Позднее амнистирован.
Профессор 1-го МГУ, вместе с А. Я. Берманом вёл семинары по хозяйственному праву. Сотрудник Института советского права, служил старшим консультантом правовой части Мособлисполкома.
Арестован в 4 февраля 1938 по обвинению в «подготовке вооруженного восстания против советской власти». 2 марта 1939 года приговорён Военной коллегией Верховного суда СССР к расстрелу. Приговор приведён в исполнение на следующий день. Похоронен в Коммунарке.
Реабилитирован 2 апреля 1971 года.

## Труды

### Отдельные издания (книги, брошюры)
- Розенблюм Д. С. (Дм. Самойлов). О безработице. Москва : Молодая Россия, 1906 — 63 с.
- Розенблюм Д. С. (Дм. Самойлов). О рабочих профессиональных союзах. Москва : Молодая Россия, 1906 — 144 с.
- Розенблюм Д. С. Учение о несостоявшихся крепостных актах в Своде зак. гражд. Казань : Типо-лит. "Умид" б. Харитонова, 1916. — 18 с. (отдельное издание)
- Розенблюм Д. С. О профессиональных союзах. Петроград : б. и., 1917.  96 с.
- Розенблюм Д. С. Земельное право РСФСР.  Государственное издательство, Москва-Ленинград, 1925. ; 2-е изд. М.; Л., 1928.; 3-е изд., испр. — Москва ;, Ленинград : Гос. изд-во, 1929. — 496 с.
- Вормс А.Э., Громогласов И.М., Нольде А.Э., Нольде Б., Розенблюм Д.С., Под ред.: Вормс А.Э., Ельяшевич В.Б.: Законы гражданские (Свод Законов, Т. X, Ч. 1): О правах и обязанностях семейственных. Ст. 1 - 130. Практический и теоретический комментарий. Кн. 1

### Статьи
- Розенблюм Д. С. Учение о несостоявшихся крепостных актах в Своде зак. гражд. // Памяти Александра Владимировича Завадского: Сборник статей по гражданскому и торговому праву и гражданскому процессу. Казань, 1917. C. 164-181.
- Розенблюм Д. С. Противоречия русской революции. // Год русской революции (1917-1918). - Москва, 1918. С. 17-36.
- Розенблюм Д. С. Социально-психологические основы большевизма. // Большевики у власти. Социально-политические итоги октябрьского переворота. Петроград - Москва, Изд-во "Революционная мысль" 1918. с.
- Розенблюм Д. С. Теория и практика революционного распределения земель. // Советское право. – М., 1924. – № 4. – С. 37–67.
- Розенблюм Д. С. Основные проблемы санитарного законодательства о молоке.  // Гигиена и санитария, 1937 C. 52-59.